# Имари
Имари (яп. 伊万里市 Имари-си) — город в Японии, находящийся в префектуре Сага. Площадь города составляет 255,02 км², население — 55 883 человека (1 августа 2014), плотность населения — 219,13 чел./км².

## Географическое положение
Город расположен на острове Кюсю в префектуре Сага региона Кюсю. С ним граничат города Карацу, Такео, Сасебо, Мацуура и посёлок Арита. Имари был важным портом для торговли с европейскими странами; через него в Азию и Европу отправляли суда, гружёные фарфором, который получил название «имари».

## Население
Население города составляет 55 883 человека (1 августа 2014), а плотность — 219,13 чел./км². Изменение численности населения с 1980 по 2005 годы:
| 1980 | 61 243 чел. |  |
| 1985 | 62 044 чел. |  |
| 1990 | 60 882 чел. |  |
| 1995 | 60 348 чел. |  |
| 2000 | 59 143 чел. |  |
| 2005 | 58 190 чел. |  |

## Символика
Деревом города считается подокарп крупнолистный, цветком — рододендрон.